# Pleurothallis jaramilloi
Pleurothallis jaramilloi är en orkidéart som beskrevs av Carlyle August Luer. Pleurothallis jaramilloi ingår i släktet Pleurothallis och familjen orkidéer. Inga underarter finns listade i Catalogue of Life.